# Pita-ten
Pita-ten (ぴたテン, Pitaten) est un manga de Koge-Donbo. Cette série compte huit volumes au total dans sa version originale, et a fait l'objet d'une adaptation en dessin animé de 26 épisodes par les studios Madhouse et Broccoli en 2002, diffusé initialement sur TV Tōkyō et TV Ōsaka.
L’histoire est plutôt orientée humour et comédie, mais la fin a un ton beaucoup plus sérieux, traitant de la façon de gérer la mort de proches.

## Synopsis
Kotarō Higuchi, écolier en dernière année de primaire, voit ses révisions pour les examens perturbées par une nouvelle voisine, Misha.
Celle-ci, assez extravagante, prétend être un ange venu sur Terre pour le rendre heureux. Le collant en permanence, elle s'attire la jalousie de Koboshi Uematsu, amie de longue date de Kotarō, mais également la sympathie d'autres personnes, notamment Takashi Ayanokoji; le meilleur ami de Kotarô.

## Les personnages
Kotarō Higuchi (樋口 湖太郎)
À dix ans, il est déjà quasiment autonome. Sa mère est morte depuis des années, et son père n’est que peu présent.
Misha (美紗)
Apprentie ange et nouvelle voisine de Kotarô, elle est assez maladroite. Ses tentatives pour aider Kotarō se terminent souvent mal, mais la plupart du temps, son entourage apprécie sa générosité à sa juste valeur.
Koboshi Uematsu (植松 小星)
D’un caractère assez marqué, elle voit d’un très mauvais œil l’irruption de Misha entre elle et Kotarō. Amoureuse de ce dernier, elle fait tout pour bien se faire voir de lui.
Shia (紫亜)
Bien qu’elle soit apprentie démone, elle est d’un caractère très doux. Venue sur Terre pour se perfectionner, elle a en réalité de très forts liens avec Kotarō. Attentionnée, elle cherchera à aider Ten et son aide lui sera d'ailleurs d'une grande utilité.
Takashi Ayanokoji (綾小路天)
De son surnom Ten, c'est l'ami de Kotarō et Uematsu, et aussi le meilleur élève de la classe. Bien qu’il paraisse être insouciant et ne jamais travailler, il passe de longues nuits blanches à étudier. Il se pense amoureux de Shia au début.
Nya (ニャー)
Démon, il est accompagne Shia sous l’apparence d’un chat noir. Son vrai nom est inconnu. Il ne supporte pas Sasha.
Sasha (早紗)
Grande sœur de Misha, elle est un véritable ange. Elle vient sur Terre regarder comment celle-ci se débrouille, et est chargée de lui faire passer son examen final pour devenir ange. Elle reproche régulièrement à Kotarō d’interférer avec les études de Misha.
Téo Wateru
Transféré dans la même école que Kotarô et les autres, il se met dans l'idée de battre Takashi, qu'il considère comme son rival. Celui-ci lui trouve d'ailleurs toujours de nouveaux surnoms en rapport avec les toilettes, à cause de son nom. Il tombe vite sous le charme de Misha, qui est pour lui "un vrai ange".
Kaoru Mitarai
Petite sœur de Téo, et dotée d'un caractère fort, elle confond tout d'abord Kotarô, avec celui qui est "nuisible" à son frère; Takashi. Mais elle apprend vite la vérité, et n'a plus aucune haine envers le vrai Takashi, puisque entre-temps, elle s'est mise à l'aimer.

## Publication

### Japon
Le manga est publié par Dengeki Comics
- ぴたテン 1  (ISBN 4-8402-1528-6)
- ぴたテン 2  (ISBN 4-8402-1692-4)
- ぴたテン 3  (ISBN 4-8402-2202-9)
- ぴたテン 4  (ISBN 4-8402-1984-2)
- ぴたテン 5  (ISBN 4-8402-2110-3)
- ぴたテン 6  (ISBN 4-8402-2222-3)
- ぴたテン 7  (ISBN 4-8402-2367-X)
- ぴたテン 8  (ISBN 4-8402-2480-3)

### Allemagne
Le manga fut publié entre 2002 et août 2004 par l'éditeur Egmont Manga und Anime.

### France
Le manga est publié par les éditions Soleil, et le dessin animé est diffusé par Mabell.
- volume 1 (2005)  (ISBN 2-84565-856-7)
- volume 2 (2005)  (ISBN 2-84565-867-2)
- volume 3 (2005)  (ISBN 2-84946-161-X)
- volume 4 (2005)  (ISBN 2-84946-184-9)
- volume 5 (2005)  (ISBN 2-84946-194-6)
- volume 6 (2005)  (ISBN 2-84946-213-6)
- volume 7 (2005)  (ISBN 2-84946-303-5)
- volume 8 (2005)  (ISBN 2-84946-334-5)

## Anime
Il comporte vingt-six épisodes.
1. 天使とのつきあい方 tenshi to no tsukiaikata-"Rencontre avec un ange"
2. おいしいアップルパイの作り方 oishii appurupai no tsukurikata-"Comment faire une tarte aux pommes ?"
3. きもだめしの楽しみ方 kimodameshi no tanoshimikata- "L'épreuve de courage"
4. 楽しい温泉の入り方 tanoshii onsen no irikata- "Méthode pour prendre un agréable bain thermal"
5. アルバイトの探し方 arubaito no sagashikata- "Méthode pour trouver un Job"
6. 新しいともだちの迎え方 atarashii tomodachi no mukaekata- "Méthode pour accueillir un nouvel ami"
7. いたずらの仕方 itazura no shikata- "Manière de faire de farces"
8. 対決の仕方 taiketsu no shikata- "Méthode de combat contre un rival"
9. 天使の見つけ方 tenshi no mitsukekata- "Méthode pour dévoiler un ange"
10. 上手な仲直りの仕方 jōzuna nakanaori no shikata- "Méthode adroite pour se réconcilier"
11. 素敵なダンスの誘い方 sutekina dansu no sasoikata- "Méthode d'éveil à l'amour"
12. ガラクタの集め方 garakuta no atsumekata- "Méthode pour collecter des vielleries"
13. お城の歩き方 oshiro no arukikata- "Façon de marcher dans un château"
14. しあわせの感じ方 shiawase no kanjikata- "Façon de ressentir le bonheur"
15. 遊園地のあそび方 yūenshi no asobikata- "Façon de s'amuser au parc d'attractions"
16. 下界の歩き方 gekai no arukikata- "Façon de se promener sur la Terre"
17. 休日の楽しみ方 kyūjitsu no tanoshimikata- "Manière de bien s'amuser lors d’un jour férié "
18. バカンスのすごし方 bakansu no sukushikata- "Manière de passer de bonnes vacances"
19. 見習い天使のがんばり方 minarai tenshi no ganbarikata- "Manière de persévérer en tant qu’apprenti ange"
20. なくしたものの見つけ方 nakushitamono no mitsukekata- "Manière de retrouver ce que l’on a perdu"
21. 女の子のがんばり方 onna no ko no ganbarikata- "Manière de s’obstiner en tant que fille"
22. 運動会の燃え方 undōkai no moekata- "Manière de s'enflammer pour un tournoi sportif"
23. ハイキングの楽しみ方 haikingu no tanoshimikata- "Manière de s’amuser en randonnée"
24. お見舞いの行き方 omimai no ikikata- "Manière de rendre visite à l'hôpital"
25. お別れの仕方 owakare no shikata- "Manière de faire face à la séparation"
26. 想いのつなぎ方 omoi no tsunagikata- "Manière de faire vivre les souvenirs"

## Note sur le titre
Le titre japonais vient de pitari, qui a le sens de « agrippé à, accroché à », et tenshi, ange.